# Nelson Keyes
Nelson Hammond Keyes (Tulsa, 26 augustus 1928 – tijdens het bestijgen van de berg Wheeler Peak, 20 juli 1987) was een Amerikaanse componist en muziekpedagoog.

## Levensloop
Keyes studeerde aan de Universiteit van Texas in Austin bij Wilbur Ogdun en Kent Kennan en behaalde aldaar zowel zijn Bachelor of Music in 1948 als zijn Master of Music in 1949. Verdere studies maakte hij in 1950 en 1951 aan de Universiteit van Californië in Los Angeles bij Arnold Schönberg. Na zijn dienst in de United States Air Force voltooide hij zijn studies bij Halsey Stevens en Ingolf Dahl aan de University of Southern California in Los Angeles en promoveerde in 1967 tot Doctor of Musical Arts.
Als docent voor compositie was hij verbonden aan de University of Southern California in Los Angeles alsook aan het Long Beach City College in Long Beach. Daarna werd hij met steun van de Ford Foundation van 1961 tot 1964 muziekleeraar aan de openbare scholen in Louisville. Daarna was hij docent aan het Kansas State Teacher's College, nu: Kansas State University in Manhattan. In 1969 kwam hij weer terug naar Louisville in zijn funcitie als muziekleraar en bleef erin tot 1987.
Als componist schreef hij voor verschillende genres zoals werken voor orkest, harmonieorkest, muziektheater, vocale muziek en kamermuziek. 

## Werklijst

### Werken voor orkest
- 1955: - Lento and Allegro, voor orkest
- 1960: - Music for Monday Evenings, voor strijkorkest
- 1961: - Four Pieces for Elementary Strings, voor strijkorkest
- 1961: - Serenade, voor strijkorkest
- 1962: - Concertino, voor cello en orkest
- 1962: - Concerto Grosso, voor strijkkwartet en strijkorkest
- 1962: - Kay's Corner, voor jeugd- of schoolstrijkorkest
- 1966: - Dissertation, voor orkest
- 1970-1971: - Abysses, Bridges, Chasms, voor jazzensemble en orkest - later werd de titel gewijzigd in Bridges

### Werken voor harmonieorkest
- 1962: - Bandances, drie stukken voor harmonieorkest
  1. Allegro, poco pesante
  2. Andante
  3. Allegro Vivo
- 1962: - WHAS Crusade for Children March
- 1963: - Concert Music, voor harmonieorkest
- 1963: - Old Kentucky Home Council March
- 1979: - Concert, voor bastrombone en harmonieorkest

### Missen en andere kerkmuziek
- 1964: - Mass in Honor of Father John Loftus, voor gemengd koor en orgel

### Muziektheater

#### Musicals
- 1981: - The Match Girl - première: januari 1982, Kentucky Cooperative Theater

#### Toneelmuziek
- 1964: - Reckon with the River, voor solisten, gemengd koor en orkest
- - The Sacking of Jeremiah (Point with Pride)

### Vocale muziek

#### Werken voor koor
- 1961: - And Death Shall Have No Dominion, voor mannenkoor en koperensemble
- 1961: - Dressed Up, voor driestemmig vrouwenkoor (SSA) en piano - tekst: Langston Hughes
- 1961: - Night and Morn, voor driestemmig vrouwenkoor (SSA) en piano - tekst: Langston Hughes
- 1961: - What There Is, voor gemengd koor a capella
- 1962: - A Christmas Card, voor gemengd koor a capella
- 1962: - Give You a Lantern, voor gemengd koor a capella - tekst: Kenneth Patchen
- 1962: - Wide, wide in the rose's side, voor gemengd koor a capella
- 1963: - All is Safe..., voor gemengd koor a capella - tekst: Kenneth Patchen
- 1963: - The Owl and the Pussycat, voor kinderkoor en piano
- 1963: - We Have Tomorrow, voor spreker, dansers, gemengd koor en harmonieorkest
- 1963-1964: - All in Green Went My Love Riding, voor gemengd koor a capella - tekst: E.E. Cummings
- 1964: - And Now Abideth..., voor gemengd koor en orkest
- 1964: - The Promise of America, voor gemengd koor en piano
- 1976: - Sandbags, voor gemengd koor, viool, piano en slagwerk
- 1985: - All The Things You Are, voor gemengd koor en piano
- 1985: - Four Love Songs, voor gemengd koor en piano
- 1986: - From Broadway with Love, voor gemengd koor en piano

#### Liederen
- 1960: - Six Significant Landscapes, voor sopraan, dwarsfluit, hoorn, fagot, viool, altviool, cello en slagwerk

### Kamermuziek
- 1961: - Music for Cellos nr. 1, voor celloensemble
- 1961: - Music for Cellos nr. 2, voor celloensemble
- 1961: - Paul's Pleasures, voor blazersensemble en piano
- 1962: - Hardinsburg Joys, voor koperkwintet (2 trompetten, hoorn, trombone en tuba)
- 1962: - Strijkkwartet nr. 1
- 1962: - UDBasch, voor houtblazersensemble
- 1963: - Hardinsburg Quartet, voor strijkkwartet
- 1963: - Music for Cellos nr. 2b, voor celloensemble
- 1965: - Music for 12 Flutes, voor 12 dwarsfluiten (ook piccolo)
- 1968: - Bassooneries, voor 2 fagotten
- 1968: - Trio for Brass, voor trompet, hoorn en trombone
- 1985: - Three Expressions, voor saxofoontrio (altsaxofoon, tenorsaxofoon en baritonsaxofoon)
- 1986: - Buies Creek Hues, voor koperkwintet
- 1986: - Euphonic Sounds, voor saxofoontrio

### Werken voor piano
- 1966: - 8 by 4 on 2 (or 20), voor 2 piano's achthandig
- - Three Love Songs

## Publicaties
- Dissertation for Orchestra, Thesis (Doctor of Musical Arts) University of Southern California, 1966-1967. 81 p.